# Cino Zucchi
Cino Paolo Zucchi (Milano, 14 dicembre 1955) è un architetto italiano, fondatore dello studio di architettura CZA-Cino Zucchi Architetti.

## Biografia
Nato a Milano nel 1955, ha conseguito il Bachelor of Science in Art and Design presso il Massachusetts Institute of Technology (Cambridge, Mass.) nel 1978 e la Laurea in Architettura presso il Politecnico di Milano nel 1979, dove è Professore Ordinario di Composizione Architettonica e Urbana. È stato John T. Dunlop Visiting Professor in Housing and Urbanization presso la Graduate School of Design di Harvard nel 2013 ed ha partecipato in qualità di docente a numerosi seminari di progettazione e teoria urbana presso la Syracuse University di Firenze, l'ETH di Zurigo e l'Universidad Politécnica de Madrid. È regolarmente invitato a tenere conferenze e a partecipare alle giurie di concorsi di architettura e di design sia in Italia che all’estero. È stato il presidente dell’European Union Prize for Contemporary Architecture - Fundaciò Mies van der Rohe Award in 2015, ed è membro del team internazionale ARE_Living sul tema dell’innovazione dell’abitare.
Ha pubblicato saggi e articoli su temi di disegno urbano, storia e teoria dell’architettura, in molte riviste internazionali tra i quali Domus, Casabella, “Abitare”, “San Rocco”, “Qa” (di cui è stato redattore dal 1989 al 1995) e "Lotus International" (di cui è stato membro del forum dal 1996 al 2013). È autore dei libri L'architettura dei cortili milanesi 1535-1706 (Electa 1989), Asnago e Vender. Architetture e progetti 1925-1970 (Skira 1999), Cino Zucchi. Inspiration and Process in Architecture (Moleskine 2012), Cino Zucchi-CZA. Disegnare nuovi ambienti urbani (Corriere della Sera/Abitare 1016) e curatore dei cataloghi Bau-Kunst-Bau (Clean 1994) Innesti/Grafting (Marsilio nel 2014) e Sempering. Process and pattern in architecture and design (Silvana Editoriale 2016). Ha partecipato all'organizzazione e all'allestimento della XV, XVI, XVIII e XIX Triennale di Milano, ed è membro del comitato scientifico della XXI Triennale 2016, del MAXXI di Roma, dell’Enciclopedia Treccani e del Miarch festival. Il suo lavoro è stato esposto alla 6ª, 8ª, 12ª e 13ª Biennale di Architettura di Venezia, dove l'installazione Copycat. Empathy and Envy as Form-makers ha ricevuto la menzione speciale della giuria (2012) ed è stato il curatore del Padiglione Italia alla 14ª edizione (2014).
Insieme allo studio Cino Zucchi Architetti ha progettato e realizzato negli anni molti edifici pubblici, residenziali, commerciali, uffici, spazi pubblici, master plan e recuperi di aree industriali e storiche e ha partecipato a numerosi concorsi nazionali e internazionali. Tra i lavori più noti dello studio vi sono il master plan per l’area di Keski Pasila a Helsinki, proposte di master plan per Lugano, Andermatt e Ginevra (Svizzera), Herten e Monaco di Baviera (Germania), Deventer, Utrecht e Groninga (Paesi Bassi), Tirana, San Pietroburgo e Mosca (Russia). Tra le realizzazioni architettoniche recenti gli edifici residenziali e per uffici nell’area ex Alfa Romeo a Milano, l’edificio per uffici di Group M ad Assago (Milano), gli Headquarters Salewa a Bolzano, i complessi residenziali a Milano, Parma, Ravenna e Bologna, il nuovo centro direzionale Lavazza e la ristrutturazione e l’ampliamento del Museo Nazionale dell'Automobile a Torino. Il progetto per l'area dismessa dell'Ex Fabbrica Junghans alla Giudecca (Venezia) ha ricevuto numerosi premi nazionali e internazionali tra cui: la menzione all’European Union Prize for Contemporary Architecture - Fundaciò Mies van der Rohe Award 2001, alla Medaglia d’oro dell’Architettura Italiana 1995-2003 e 2004-2006, il Brick Award 2004, il Piranesi Award 2001, il Premio di Architettura “Comune di Venezia” 2005 e l'ECOLA Award 2008.

## Progetti principali
- Master plan e progetto preliminare di due torri per l'area Keski Pasila, Helsinki (Finlandia), 2009
- Master plan per il Nuovo quartiere Cornaredo, Lugano (Svizzera), 2004 (con Federico Oliva Associati)
- Piano di recupero delle miniere di Ewald 1/2/7 e master plan di un nuovo insediamento artigianale e terziario, Herten (Germania), 2001
- Opere di mitigazione ambientale per l'ingresso temporaneo della galleria Vedeggio Cassarate, Lugano (Svizzera), 2011-2012
- Parco Pubblico all'interno del PN8 S. Donà di Piave (Venezia), 2004-2007
- Ristrutturazione e ampliamento del Museo Nazionale dell'Automobile - MAUTO, Torino, 2005-2011
- Chiesa della Resurrezione di Gesù, Sesto San Giovanni (Milano), 2004-2010
- Complesso residenziale Novetredici, Porta Nuova, Milano, 2011-2016
- Complesso residenziale La Corte Verde di Corso Como, Porta Nuova, Milano, 2006-2013
- Edificio residenziale alla Darsena, Lotto 4, Ravenna, 2006-2010
- Edifici residenziali dei lotti C, D, E, M nell'area ex-Mercato Ortofrutticolo, Bologna, 2008-2014
- Casa unifamiliare in Museumlaan, Enschede (Olanda), 2005-2008
- Unità Minima di Intervento 2b-2c, Edifici di edilizia residenziale convenzionata e libera e Headquarters IPER, area ex Alfa Romeo, Portello, Milano, 1997-2008
- Master plan e progetto degli edifici A2-A3, B, D, E1, G1-G2 per l'area ex-Junghans, Giudecca (Venezia), 1996-2002
- Lavazza Headquarters, Torino, 2010-2018
- Magazzino automatico Pedrali, Mornico al Serio (Bergamo), 2013-2016
- Headquarters Group M, Assago (Milano), 2007-2011
- Headquarters Salewa, Bolzano (con Park Associati), 2007-2011
- Negozio Almini, via Bagutta, Milano, 2015-2016

## Allestimenti principali
- Everyday Wonders. CZ reads LCD, installazione alla 16.Mostra Internazionale di Architettura "Freespace", 26 Maggio-25 Novembre 2018
- Sempering. Process and pattern in architecture and design, a cura di Cino Zucchi, Luisa Collina, XXI Triennale di Milano, MUDEC, Aprile-Settembre 2016
- Innesting/Grafting, Padiglione Italiano alla 14. Mostra Internazionale di Architettura "Fundamentals", Venezia, 7 Giugno-23 novembre 2014
- Copycat. Empathy and Envy as Form-makers, installazione alla 13.Mostra Internazionale di Architettura "Common Ground", 29 Agosto-25 Novembre 2014

## Pubblicazioni principali
- L'architettura dei cortili milanesi 1535-1706, Cino Zucchi, introduzione di Aurora Scotti, Electa, Milano 1989.
- Cino Zucchi, Gli stati della materia. Note sull'opera di Herzog & De Meuron, in "Lotus International" N°73 - 1992, pp. 50 – 66.
- Condominio XXI Aprile a Milano (1951-53) Mario Asnago - Claudio Vender, Cino Zucchi, disegni di Sofia Bellorini, Paola Sesia, Sagep, Genova 1993.
- Bau Kunst Bau, Chiara Scortecci, Cino Zucchi (a cura di), Clean, Napoli 1994.
- Asnago e Vender: l'astrazione quotidiana, architetture e progetti 1925-1970, Cino Zucchi, Francesca Cadeo, Monica Lattuada, con un contributo di Bruno Reichlin, fotografie di Olivo Barbieri, Skira, Milano 1999.
- Cino Zucchi, Turisti per caso. Progettare per la Serenissima, in Venezia. La Nuova Architettura, Marco De Michelis (a cura di), Skira, Milano 1999.
- Cino Zucchi, Patognomica dell'architettura moderna, in Architettura e narratività, Pietro Derossi, Claudio De Luca, Emanuela Tondo (a cura di), Dipartimento di Progettazione dell'Architettura, Politecnico di Milano, Unicopli, Milano 2000.
- Cino Zucchi, “Una città non è un albero”: nuovi modelli di spazio urbano, in Nuova architettura italiana. Il paesaggio italiano tra architettura e fotografia, Pippo Ciorra e Marco D'Annuntiis (a cura di), Skira, Milano 2000.
- Cino Zucchi, High-tech, low-brow in Conflitti. Architettura Contemporanea in Italia, Pierluigi Nicolin (a cura di), Skira, Milano 2005.
- Cino Zucchi, Schermi abitati. "Individuo" e "tipo" nell'housing contemporaneo, in Atlante dell'abitare contemporaneo, Alessandra Segantini (a cura di), Skira, Milano 2008.
- Cino Zucchi, Sharing forms. ‘Urbanity’ as emulation and habit, in Common Ground. A critical reader, La Biennale di Venezia. 14. Mostra Internazionale di Architettura, David Chipperfield, Kieran Long, Shumi Bose (a cura di), Marsilio, Venezia 2012.
- Inspiration and Process in Architecture. Cino Zucchi, Nina Bassoli, Francesca Serrazanetti, Matteo Schubert (a cura di), Moleskine Spa, Milano 2012.
- Copycat. Cino Zucchi, Evelina Bazzo (a cura di), Marsilio, Venezia 2012.
- Cino Zucchi, Arches and I-Beams: The Mutant Design of Philip Johnson’s Glass House, in “San Rocco - Indifference”, N° 7 - 2013, pp. 171 – 180.
- Cino Zucchi, Asnago Vender: everyday abstraction, in Asnago Vender and the Construction of Modern Milan, Adam Caruso e Helen Thomas (a cura di), gta Verlag, Zurigo 2014.
- Innesti/Grafting. Vol. 1 Innesti. Il nuovo come metamorfosi / Grafting. The new as metamorphosis; Vol. 2 Milano. Laboratorio del moderno / Milan. Laboratory of modernity; Vol. 3 Italia. Un paesaggio contemporaneo / Italy. A contemporary landscape, La Biennale di Venezia. 14. Mostra Internazionale di Architettura, Cino Zucchi (a cura di), Marsilio, Venezia 2014.
- Cino Zucchi, Public Spaces for the Mutimodal Fragment, in Infrastructural Monument, MIT Center of Advanced Urbanism, Princeton Architectural Press, New York 2016.
- Sempering. Process and pattern in architecture and design, Luisa Collina, Cino Zucchi (a cura di), Silvana Editoriale, Cinisello Balsamo, Milano 2016.
- Everyday Wonders. Luigi Caccia Dominioni and the corso Italia complex. Orsina Simona Pierini, Cino Zucchi (a cura di), Corraini, Mantova, 2018
- Il sonno di AutoCAD genera mostri. in Case Milanesissime - Piante dell'abitare del XXI secolo, Alvar Aaltissimo, Corraini, Mantova, 2021